# Filogènia

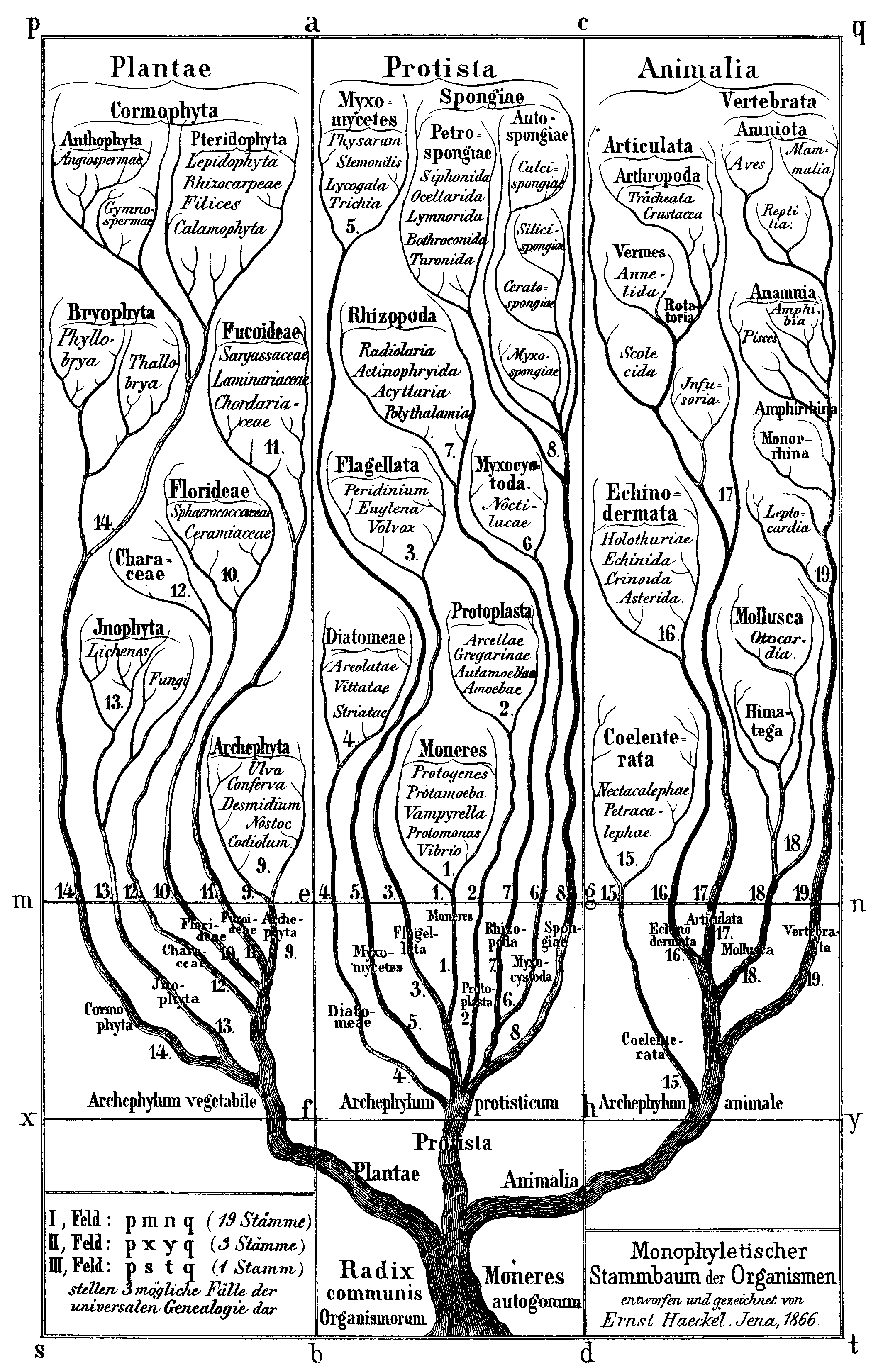
Arbre filogenètic dels organismes, segons Ernst Haeckel (1866)

La filogènia és la història evolutiva d'un grup taxonòmic d'organismes. La filogenètica és la branca de la biologia que s'ocupa de determinar les filogènies, i les relacions evolutives entre diferents grups d'organismes, utilitzant matrius amb informació de seqüenciació molecular i morfologia.

## Filogènesi
La filogènesi és el procés general de canvi evolutiu (anagènesi) conjuntament amb els processos d'especiació (cladogènesi). La filogènia, en canvi, és la història resultant dels organismes de la terra considerada com un fet històric únic. En conseqüència, només els grups d'organismes (espècies, grups monofilètics) tenen filogènia, mentre que només les propietats (òrgans, comportaments, etc.) presenten evolució. Així, doncs, tradicionalment, el procés evolutiu té dues vessants diferents:
- anagènesi: és la transformació d'estructures i comportaments per mutació i selecció, o per deriva genètica;
- cladogènesi: o multiplicació d'espècies per separació de poblacions i el subseqüent desenvolupament divergent, incloent-hi el desenvolupament final de mecanismes d'aïllament reproductiu.

L'anagènesi per tant es refereix al canvi en les propietats (característiques físiques o de comportament) de poblacions, mentre que la cladogènesi es refereix a la generació de noves poblacions diferents per especiació.
Tradicionalment, la filogènesi era vista com un sinònim de cladogènesi, però per descomptat ha d'incloure l'anagènesi. L'evolució també es veia com a cladogènesi més anagènesi. Però, té més sentit una definició d'evolució com a "transformació de propietats d'organismes (anagènesi) incloent els processos causals tals com mutació, selecció, deriva genètica, separació i aïllament, així com anidació".

## Relacions filogenètiques
Anomenem relacions fenètiques (fen[otip] + -etic) a les relacions basades en semblances generals o observables. Per contraposició, podem establir relacions genealògiques entre organismes o grups d'organismes, si en lloc de basar-nos semblances generals ens basem en l'existència d'ancestres comuns.
Les relacions filogenètiques són les relacions genealògiques establertes entre poblacions separades, espècies o grups monofilètics. Aquestes relacions són generalment jeràrquiques (amb forma d'arbre), per contraposició a les relacions tocogenètiques, relacions parentals (genealògiques) entre individus dintre de poblacions o espècies, que són reticulades en organismes biparentals (per exemple, els arbres genealògics o familiars, amb forma de xarxa).
En organismes uniparentals (com ara els bacteris, eucariotes unicel·lulars, etc.) les relacions parentals són jeràrquiques, per la qual cosa la distinció entre relacions filogenètiques i tocogenètiques desapareix.
Hem de distingir entre relacions indirectes horitzontals, que es basen en ancestres compartits (relacions entre grups germans), i relacions directes verticals, que es basen en relacions parentals (relacions ancestre-descendent). La sistemàtica filogenètica es basa pràcticament només en relacions indirectes, donat que els ancestres directes són difícilment demostrables, per raons tant teòriques com pràctiques.
En sistemàtica filogenètica, una relació filogenètica es defineix de la següent manera:
"Un tàxon A més estretament relacionat amb un tàxon B que amb un tàxon C, només si A i B són descendents d'una espècie-branca comuna, la qual no és espècie-branca de C". En filogenètica, les relacions se solen representar com a arbres, on cada porció de branca entre dos "nusos" (bifurcacions) representa una espècie; d'aquí la denominació "espècie-branca" (anglès stem-species).

## Filogènia i ADN
Les tècniques de genètica molecular permeten fer servir el concepte de rellotge molecular per calcular el temps de divergència de dues espècies: mitjançant la comparació de les seqüències de gens de dues espècies (en general, solen ésser gens amb taxes de mutació específiques, com l'ARNr), podem establir quantes mutacions han fet falta per originar aquestes dues seqüències des d'una seqüència comuna ancestral. Comparant els diferents temps de divergència de diferents espècies podrem construir també un arbre filogenètic d'aquestes espècies o saber quina és la seva antiguitat. La comparació de seqüències d'ADN mitocondrial d'éssers humans de diferents grups humans ha permès, per exemple, calcular que l'origen dels éssers humans actuals se situa fa 150.000 anys.

## Filogènia sistemàtica i cladisme
Tot i que ambdós termes se solen utilitzar indistintament amb el mateix significat, de fet hi ha certes diferències entre ells. La filogènia sistemàtica és una metodologia descrita per Willi Hennig, per a la reconstrucció d'arbres filogenètics i el descobriment de grups monofilètics mitjançant l'ús exclusiu d'estats de caràcters derivats compartits anomenats sinapomorfies, així com la reconstrucció dels últims ancestres comuns dels grups monofilètics descoberts. En cas de conflicte s'utilitza el principi de parsimònia (en sentit ampli, no en el sentit reduccionista del cladisme mainstream) per a decidir entre les hipòtesis alternatives. Aquestes relacions filogenètiques descobertes es tradueixen en una classificació jeràrquica d'organismes, que han d'incloure exclusivament bioespècies i grups monofilètics de tals espècies i no grups parafilètics o polifilètics.
Per a la sistemàtica filogenètica les bioespècies i grups monofilètics es consideren entitats reals de la natura (individus lògics), que poden ésser descoberts i descrits, i no com a classes lògiques definides de forma arbitrària. D'igual manera que els organismes individuals, aquestes entitats individuals tenen un origen, un destí i un final individuals.
Donat que l'aplicació dels mètodes de Hennig requereixen entitats amb una relació jeràrquica, l'entitat bàsica per a la sistemàtica filogenètica només pot ser la bioespècie, donat que a nivells inferiors les relacions esdevenen reticulades.
El cladisme o cladística, per contra, es basa en mètodes computacionals que utilitzen el principi de parsimònia, generalment correlacionat amb el rebuig de ponderació de caràcters a priori i polarització de caràcters a priori, per a generar cladogrames. A diferència del cladisme, que pretén obtenir cladogrames amb la major parsimònia a partir de grans grups de dades, la sistemàtica filogenètica pretén la reconstrucció d'esquemes d'argumentació filogenètics, en què tots els punts de ramificació estan suportats de manera convincent per caràcters forts. El principal avantatge és que les hipòtesis resultants així com les evidències utilitzades es presenten de manera que estan obertes al criticisme i la discussió, per oposició als cladogrames, que normalment es consideren com a "caixes negres".